# Mikulov (Dolní Dvořiště)
Mikulov (německy Böhmdorf) je zaniklá ves a katastrální území (388,4656 ha), součást obce Dolní Dvořiště v okrese Český Krumlov.  V katastrálním území Mikulov je přírodní památka a evropsky významná lokalita Horní Malše. 

## Historie
První písemná zmínka je z roku 1325, kdy Petr z Rožmberka dal Cetviny a Mikulov do zástavy Bohunkovi z Harrachu. Ves patřila pod rychtářství Cetviny.
V roce 1843 Mikulov patřil do panství Rožmberk a stálo zde 34 domů a žilo 313 obyvatel.
V roce 1869 byl Mikulov veden pod názvem Böhmdorf jako osada obce Dolní Přibrání, v letech 1880–1910 pod názvem Böhmdorf jako obec v okrese Kaplice, v letech 1921–1930 jako obec v okrese Kaplice, v dalších letech to byla součást obce Dolní Dvořiště.
Jména občanů, kteří zahynuli v první světové válce, jsou uvedena v kronice uložené ve Státním okresním archivu Český Krumlov. Padlé občany připomíná pomník padlých v Cetvinách.
V důsledku uzavření Mnichovské dohody byl Mikulov v letech 1938 až 1945 přičleněn k nacistickému Německu.  Po roce 1945 bylo (převážně německé) obyvatelstvo vysídleno.

## Obyvatelstvo
|           | 1869 | 1880 | 1890 | 1900 | 1910 | 1921 | 1930 | 1950 |
| --------- | ---- | ---- | ---- | ---- | ---- | ---- | ---- | ---- |
| Obyvatelé | 248  | 247  | 241  | 214  | 217  | 216  | 202  | 1    |
| Domy      | 38   | 39   | 38   | 39   | 38   | 39   | 41   | 1    |